# Balıklıgöl

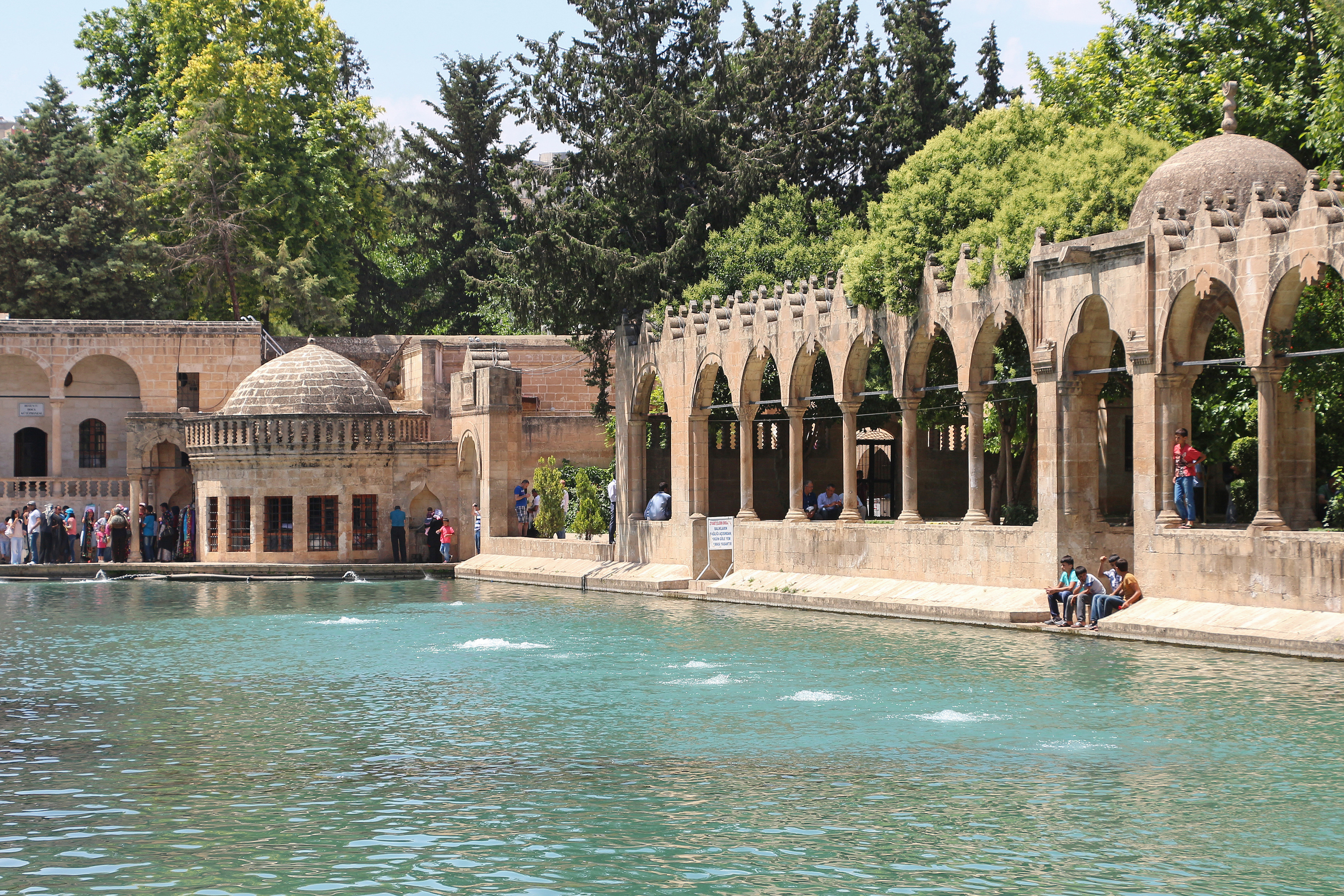
Balıklıgöl, la piscina di Abramo

Il Balıklıgöl (in italiano la piscina per pesci) è una piscina artificiale nel sud-est della Turchia, nella provincia di Şanlıurfa. Lo stagno si trova a sud-ovest del centro della città di Şanlıurfa. Ha una dimensione di circa 150 × 25 m. La piscina è associata ad Abramo e per questo identificata come "la piscina di Abramo". Qui si dice che sia stato gettato nel fuoco ma che si sia salvato per miracolo (Sura 21:68-69).

## Storia
Balıklıgöl sembra essere stato un sito di culto molto prima dell'epoca di Abramo, poiché vi è stata rinvenuta una statua risalente al Neolitico preceramico (circa 8000 a.C.). Come la stessa città di Urfa, la storia successiva del sito è incerta fino al periodo ellenistico, quando la città fu conquistata dalle forze macedoni sotto Alessandro Magno e fu ribattezzata Edessa dal generale Seleuco I. Durante il periodo ellenistico, Edessa era uno dei santuari della dea siriana Atargatis, che aveva anche centri importanti in tutta la Siria e nel Levante in luoghi come Hierapolis e Ashkelon. Anche in queste località, le vasche dei pesci erano luoghi sacri e ne era vietato il consumo. Sebbene lo stesso Luciano non menzioni esplicitamente Edessa come luogo sacro per Atargatis, si tratta di un'ipotesi plausibile data la diffusa presenza di vasche sacre in tutta la regione.
Nel periodo della tarda antichità, il sito era collegato alla storia di Abramo e al suo scontro con Nimrod. Questo collegamento risale originariamente a una haggadah ebraica del I secolo d.C. di Pseudo-Filone, che delinea i contorni fondamentali della storia che avrebbe poi avuto così tanta importanza: Nimrod, irritato dal rifiuto di Abramo di adorare gli idoli e di costruire la Torre di Babele, tentò di bruciare vivo il patriarca, per poi salvarlo miracolosamente dalle fiamme. La storia apparirà in seguito nella letteratura rabbinica, come la Genesi Rabbah. A causa della somiglianza tra la parola ebraica 'or ("fiamma, fuoco") e la città di Ur, i commentatori successivi hanno visto la dichiarazione "Io sono il Signore che ti ho fatto uscire da Ur dei Caldei [lett. Ur Kasdim]" nella Genesi 15:7 come un riferimento a questo scontro. Anche tra gli studiosi che hanno identificato Ur dei Caldei come un luogo piuttosto che un evento, molti hanno cercato di collegarla al conflitto tra Abramo e Nimrod. Mentre una delle località proposte era l'antica città di Ur, nella Mesopotamia meridionale, un'altra era Urfa, e quest'ultima località era preferita dalla maggior parte delle tradizioni antiche. Ancora nel XVIII secolo, la popolazione ebraica locale sosteneva che Urfa fosse il luogo dello scontro tra Abramo e Nimrod.
Sebbene la maggior parte dei commentatori ebrei e successivamente cristiani e musulmani considerassero Urfa come il luogo di nascita di Abramo, ciò non significava necessariamente che ci fosse un collegamento esplicito con Nimrod. Ad esempio, quando la pellegrina cristiana Egeria, alla fine del IV secolo d.C., visitò la città, notò in particolare che "c'erano fontane piene di pesci come non ne avevo mai visti prima, di così grandi dimensioni, così brillanti e di così buon sapore" Tuttavia, nella sua dettagliata descrizione della piscina, invece di Abramo e Nimrod, associò il sito alla storia più recente del re Abgar V di Osroene, che sarebbe stato uno dei primi monarchi a convertirsi al cristianesimo. Secondo Egeria, il vescovo locale sosteneva che la piscina era stata creata quando la città era stata assediata dai Persiani, che avevano deviato l'approvvigionamento idrico della città verso il proprio campo. Tuttavia, non appena lo fecero, "le fontane che vedete in questo luogo sgorgarono subito per ordine di Dio, e per il favore di Dio sono rimaste qui da quel giorno fino ad oggi" Per alcuni primi cristiani, quindi, la piscina aveva sì un'origine miracolosa, ma non legata ad Abramo.

### Mitologia islamica
Nel Corano si parla del salvataggio di Abramo dal fuoco dopo aver sfidato l'idolatria del padre e, sebbene Nimrod non sia esplicitamente menzionato in questa scena, i commentatori successivi lo hanno spesso identificato con l'avversario innominato del racconto. In ogni caso, il conflitto tra Abramo e Nimrod divenne alla fine una tradizione importante nell'Islam delle origini, anche se questa popolarità potrebbe aver scatenato un disaccordo sul luogo in cui avvenne lo scontro. Secondo Caroline Janssen, nei testi geografici arabi medievali esistono almeno quattro Nimrod distinti e gli studiosi musulmani hanno suggerito diverse località oltre a Urfa, tra cui Kūtā in Iraq e Abarkuh in Persia, dove, secondo quanto riferito, si possono ancora vedere le colline di cenere dell'incendio. Tuttavia, Urfa è diventata un'altra forte contendente per il luogo del conflitto e anche la vasca dei pesci ha avuto un ruolo nella storia. In questa versione, Abramo era nato a Urfa e si era innamorato della figlia di Nimrod, Zeliha. Adirato per questo, Nimrod gettò Abramo in un enorme fuoco, ma le fiamme furono miracolosamente trasformate da Dio nello specchio d'acqua e i tronchi nella carpa sacra. Mentre questo specchio d'acqua divenne noto come lago Halil-Ür Rahman, l'altro specchio d'acqua vicino, il lago Aynzeliha, si dice sia stato formato dalle lacrime di Zeliha dopo l'evento e si suppone che possa rendere cieco chiunque ne beva. Anche altri siti nei dintorni della città sono stati collegati alla storia, come una grotta vicina che si dice sia il luogo di nascita di Abramo e le rovine di due colonne romane sulla vecchia acropoli della città, interpretate dal viaggiatore ottomano del XVII secolo Evliya Çelebi come i resti di un'antica macchina da guerra costruita da Nimrod per combattere Abramo. Alla fine, anche le moschee Halil-Rahman e Rizvaniye furono costruite in questo sito per venerare la liberazione del patriarca, sostituendo una sinagoga e una chiesa precedenti.

### Riferimenti islamici
Diversi studiosi islamici hanno rilasciato dichiarazioni sulla vasca, dato che nel Corano e negli Ḥadīth non c'è alcun racconto su Balıklıgöl, dissero che la mitologia era una superstizione popolare. Gli studiosi islamici accettarono che le piscine appartenessero alla fede pagana. La storia è stata prodotta dal pubblico a partire dalla mitologia ebraica tra il 1900 e il 1960.

## Descrizione
Il complesso comprende la Moschea Halil Rahman, la Moschea Rizvaniye e il Giardino Gölbaşı. I visitatori possono dare da mangiare ai pesci, ma non possono catturarli. A sud del bacino si trova il parco chiamato Gölbaşı, attraversato da canali. Tramite questi, il Balıklıgöl è collegato a un altro stagno chiamato Ayn-i Zeliha Gölü, che ha una dimensione di 30 × 50 metri. Il cortile è il luogo in cui prosperano i pesci. Una leggenda locale dice che vedere un pesce bianco aprirà la porta del cielo.
A sud-ovest della vasca si trova la Moschea Rizvaniye, costruita nel 1211, durante il regno degli Ayyubidi, una dinastia musulmana-curda. il complesso è oggi circondato dai suggestivi giardini Gölbaşı, progettati dall'architetto Merih Karaaslan. 
Ogni anno, oltre un milione di musulmani provenienti da tutta la Turchia e da altri paesi visitano Şanlıurfa.
Sul Top Dağı a sud del parco, a un'altezza di circa 30 metri, si trova la Cittadella di Urfa.